# Murallas de Jorquera
Las murallas almohades de Jorquera en la Manchuela albaceteña, junto con los restos del castillo, son uno de los conjuntos fortificados del siglo XII más destacados de la provincia de Albacete. Están declaradas de manera genérica, desde el 21 de diciembre de 1979, Bien de interés cultural presentando como código identificador RI-51-0004399.
Los restos de las murallas se pueden observar circundando la parte alta del cerro donde se ubica la población, destacando los torreones defensivos que protegen las dos entradas «naturales» a la localidad, la llamada «Puerta de la Villa» y la conocida como «Puerta Nueva», en donde se eleva la Torre de Doña Blanca, la cual es utilizada en la actualidad y tras su restauración, como sala de exposiciones culturales.
Hacia el año 1091 los almorávides dominaban los distritos del Segura y Júcar. Cuando se inicia la expansión de los almohades por la península y al tomar en el año 1177 Cuenca, se consideró oportuno elevar las murallas de Jorquera.
Durante un tiempo se instaló dentro de una parte del recinto amurallado el cementerio de la población, lo que hizo que las murallas se conservaran mucho más que en otras zonas, donde con la expansión del pueblo, estas fueron derruidas. Así el lado norte de las murallas se encuentra muy bien conservado y presenta tres grandes lienzos con remate de almenas, hechos de tapial. Además se conservan cuatro torres de planta cuadrada.
Según las Relaciones topográficas de los pueblos de España, hechas por orden de Felipe II, la villa de Jorquera presentaba unas grandes defensas constructivas que ayudaban a defender la zona aprovechando, además de las murallas, la orografía de la zona para ello. Posiblemente al aumentar la población y expandirse se inició la población de la ladera, lo cual haría necesario ampliar la zona amurallada, fue entonces cuando se construyen las nuevas puertas, la de la Villa (al este), que estaba defendida por la llamada Torre Armez, que fue derruida en el siglo XIX y la Nueva (al oeste), defendida por la Torre de Doña Blanca.